# Carlos Antony
Carlos Antony, genannt „Kadu“ (* 23. April 1988 in Rio de Janeiro) ist ein brasilianischer Volleyballspieler.

## Karriere
Antony begann seine Karriere im Alter von zwölf Jahren bei Flamengo Rio de Janeiro. 2007 wechselte er zu Paris Volley. Mit dem Verein wurde der Außenangreifer 2008 und 2009 französischer Meister. 2011 ging er innerhalb Frankreichs zu Chaumont Volley-Ball 52. 2013 wurde Antony vom gerade aus der ersten Liga abgestiegenen Verein Tourcoing Lille Métropole Volley-Ball verpflichtet und schaffte mit dem Club den direkten Wiederaufstieg. Von 2015 bis 2018 spielte er bei Mende Volley Lozère. In der Saison 2018/19 war er bei AS Illac Volley aktiv. 2019 wechselte Antony zum deutschen Bundesliga-Aufsteiger Heitec Volleys Eltmann.